# Freccia del Brabante 1966
La Freccia del Brabante 1966, sesta edizione della corsa, si svolse il 7 aprile su un percorso di 174 km. Fu vinta dall'olandese Jan Janssen della squadra Pelforth-Sauvage-Lejeune davanti ai connazionali Bas Maliepaard e Jos van der Vleuten.

## Ordine d'arrivo (Top 10)
| Pos. | Corridore           | Squadra                    | Tempo    |
| ---- | ------------------- | -------------------------- | -------- |
| 1    | Jan Janssen         | Pelforth-Sauvage-Lejeune   | 4h31'00" |
| 2    | Bas Maliepaard      | Televizier-Batavus         | s.t.     |
| 3    | Jos van der Vleuten | Televizier-Batavus         | s.t.     |
| 4    | Leo Knops           | Televizier-Batavus         | a 15"    |
| 5    | Arie den Hartog     | Ford France-Hutchinson     | a 3'15"  |
| 6    | René Van Meenen     | Wiel's-Gancia-Groene Leeuw | s.t.     |
| 7    | Frans Melckenbeeck  | Mercier-BP-Hutchinson      | a 3'20"  |
| 8    | Michel Grain        | Ford France-Hutchinson     | s.t.     |
| 9    | Jo De Roo           | Televizier-Batavus         | s.t.     |
| 10   | Constant Jongen     | Mann-Grundig               | s.t.     |